# William Lundigan

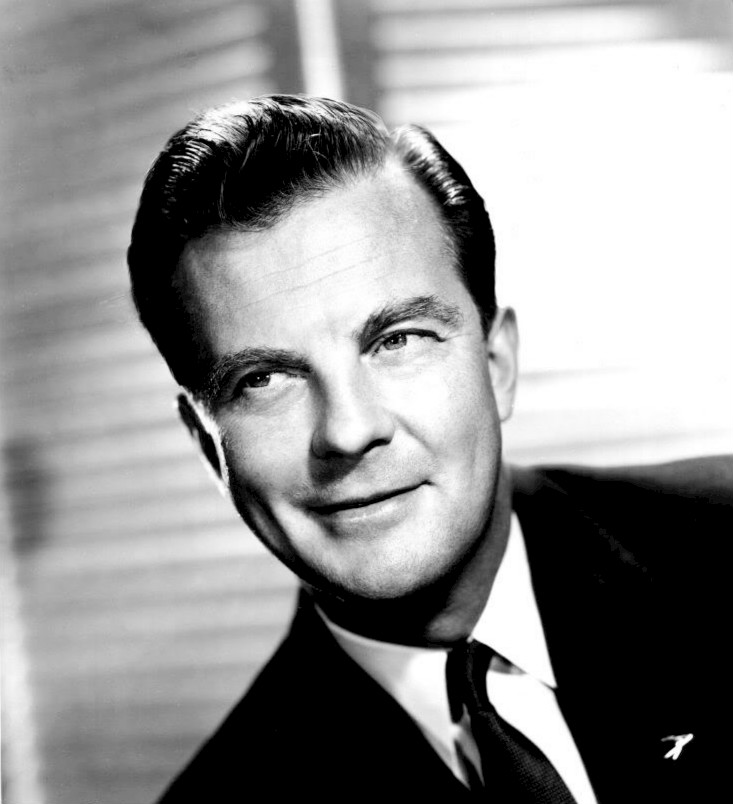
William Lundigan, 1957.

William Lundigan, född 12 juni 1914 i Syracuse, New York, död 20 december 1975 i Duarte, Kalifornien, var en amerikansk skådespelare.

## Filmografi, urval
- 1939 – Envis som synden
- 1939 – Kvinna mot kvinna
- 1939 – Landet bortom lagen
- 1940 – Vägen till Santa Fe
- 1940 – Slaghöken
- 1947 – Vanärad
- 1950 – Min man gör mej galen
- 1951 – Ta fast bruden
- 1951 – Farornas hus